# Горочевци
Горочевци е планинско село в Западна България. То се намира в община Трън, област Перник.

## География
Селото е разположено в обширния планинския масив, в който минава Вододелното било на България – границата, разделяща водосбора към Бяло море от този към Черно море.
Селището е на пътя Трън – Земен, на 10 km преход през с. Горна Мелна, източно от сегашната държавна граница със Сърбия, на около 1000 m надморска височина – от 920 m (при протичащата през селото река Асеница (Ясеница) при сливането ѝ с идващата от махалата Качерица рекичка Престол на входа на селото) до 1020 m (в мах. Тършевина). Центърът му е на около 2,5 km по немаркирана пътека югоизточно от най-високия връх на Еловишката планина – връх Плоча (1330 m) най-северният от 3-те в хребета Куровица, селото е в югоизточния му склон, в подножието на неговите върхове Голема Куровица (средния връх) и Мала Куровица (южния връх) и директно на 3 km въздушно на изток срещу връх Попова шапка (Големи връх 1481 m) на Ерул планина, от който се открива широка панорама, тъй като в горната си част не е обрасъл с гора, в подножието на която планина, отвъд междуградския път, са махалите на Грочевци Равнище и Попов дол. Селото заема долината на река Асеница (Ясеница).
Селото отстои по междуградски асфалтов път на 21 km югозападно от гр. Трън (по Републикански път ІII-637 и от разклона при кв. Илиин хан по пътя Вукан – Пенкьовци), на 33 km северно от гр. Земен, на 33 km югоизточно от ГКПП Стрезимировци, на 65 km от областния център Перник и на 83 km западно от столицата София (през Божурище). Климатът е умерено континентален, среднопланински. Характерен е със студена зима и прохладно лято.

## История
Най-старото писмено споменаване на Горочѐвци е в османски документи от 1576 г., където то е посочено като Гирчуфча (Гирчевци), Гирчофча, в този най-стар открит дотогава запис може да се види ясното значение планинци, горяни или евентуално личното Горчо, Гирчо. На руска триверстова карта, съставена за Освободителната война 1877 – 1878 г., то пак е отбелязано като Горочевци Забележително е, че то остава непроменено най-малко още от XVI в., нещо като цяло рядко за България, но характерно за почти всички села от Трънския край. 
В пещера между Горочевци и отсрещното му на 3 км село Еловица е разкрито първобитно обитание, тук са намерени кремъчен нож, стъргалка и кости на диви животни, внесени от пещерните хора.
В Античността на мястото, където и днес е село Горочевци, е било неукрепеното тракийско селище Буайпара, обитавано от клон на тракийските племена дентелети, пеони или агриани, най-вероятно леи, трери или тилатеи. То съществувало и в римско време. Разкрити са над черковния двор стени от ломен камък на светилище на Бендида-Котито от VI-IV век пр. Хр. и вотивна плочка на тази тракийска богиня (отъждествявана с елинската Хера) с надпис с името на тракийското селище с гръцки букви – Βυίπαρανε, съхранявана днес в музея в Перник. Наблизо има и аязмо – лечебен извор. На няколко километра в Любаш планина при с. Горна Секирна и с. Душинци се намирали тракийски хориони /укрепени селища/. В региона от тази епоха са останали няколко тракийски могили, повечето от които все още не са проучени. От V век пр.н.е. при Ситалк наследника на основателя на царството Терес I територията е гранична част от Одриската държава. В края на IV и през III век пр.н.е. келтски /галски/ племена навлизат в областта и се установяват сред местните траки. Техни поселения са открити при каньона на река Ерма. Първите римски легиони преминават в 29 г. пр.н.е. през тези земи, отначало като съюзници, водени от Марк Лициний Крас в поход към Мизия, но на връщане понасят сериозни загуби от местните траки. Римска власт тук се установява през 45 г., когато районът е включен в новообразуваната провинция Тракия. От 254 г. започват нашествията на готи, бургунди и други източногермански племена в този край. В 269 г. в битката при Ниш те са разбити и много от тях са заселени в региона.
През Възраждането, в XIX век селото става добре известно със своите майстори. Те са част от трънските /знеполските/ строители и каменоделци, които строят не само в българските, сръбските, влашките и турските земи, но са достигали до Австро-Унгария, Персия и Египет. За сравнение ако по това време от Трън е известно, че са излизали до 200 майстори, от с. Горочевци са излизали до 100 строители и каменоделци, тази слава не е помръкнала. Тогава е построена най-голямата забележителност на селото – високата каменна църква Св. Илия.
След Освобождението и до средата на миналия век селото е било сравнително многобройно. Тогава са построени сградите на общината и на началното училище. Следите от стар рудодобив още от дълбоката античност и средновековието в тукашната планина водят до разработката на добре известната на златотърсачите мина „Злата“ край с. Мисловщица (Велиново) с над 10 км галерии от които са добити тонове злато работила с прекъсвания до началото на 70-те години на 20 век, Трънско също така е сред областите с най-богати речни златоносни наноси в България.

## Население, администрация, инфраструктура и стопанство
Селото е селище кметство с под 100 жители общо в централата и отстоящите по на няколкостотин метра от нея махали: Качерица, Ивковци, Тършевина, Попов дол, Равнище и Над църква. То е в община Трън (52 селища, 600 km² и 5520 жители) в Пернишка област. Нотариалните, съдебните, общинско-административните, пощенските, банковите, болнично-здравните и стопанските структури, обслужващи района, се намират в гр. Трън (2950 жители), а някои по-специфични са в областния център Перник и в София.
Селото има водопровод, то е електрифицирано и телефонизирано, има кмет, а общината се отваря винаги при необходимост, централната улица е асфалтирана. Началното училище, което е северно над входа на селото, десетилетия бе затворено поради липса на деца, сградата му бе приватизирана и се саморазруши, докато приватизаторът я препродава и в 2013 г. там отваря врати туристически „Комплекс Горочевци“.
Регулярна автобусна линия свързва дълго време селото през Трън и Перник със София.
Днес основни занимания на жителите на селото, много от които са пенсионери, са животновъдството – отглеждат се по малко крави, овце, кози, пчеларството, земеделието (добре виреят картофи), дърварство, заради което в селото се заселват и цигани дървосекачи. Канадската компания „Мартерн“ част от концерна Юромакс потвърди през август 2006 г. добре известното наличие на злато в околността, което даде тласък на златотърсачеството тук. Ловът и ловният и планинарски туризъм са традиционни. От 90-те години на ХХ век се правят опити и за зимен и летен селско-планински и екотуризъм, отворени са семейната къща за гости „Горски рай“ и кафене до реката в центъра в старата селска кръчма с дюкян на повече от 110 години, която от време на време работи, стопанисвано от собствениците на другата невинаги работеща къща за гости – „Ивановата къща“. В селото е останал и периодично работи и селският магазин. 
През втората половина на ХХ век много от жителите на селото се изселват в Трън, Перник и София. Немалко от имотите са продадени за вили на очаровани от планината, ловните излети, тишината и непокътнатата природна красота на това място различни граждани предимно от София.

## Културни и природни забележителности
Най-значимата забележителност в с. Горочевци е голямата възрожденска църква „Св. Илия“, разположена извън селото, където е било тракийското селище и античен езически храм. Църквата е от втората половина на XIX век. Представлява висока и обширна каменна едноапсидна еднокорабна черква, без притвор с нартекс от запад, над който е оформена емпория, с изящни екстериорни каменни аркатури и резби по засводените входове, в интериор с оригинален иконостас и владишки трон, с полуцилиндричен свод, покрит външно с двускатен покрив, решетките на прозорците и кръстовете над апсидата и над входа са майсторски изработени от ковано желязо. На западната фасада има две плочи с надписи, на които четем, на северната имената на: „Никола Петров,+ Григори Пре......ищи, Костандин М., Драган, Стоил, Велин Пан., Божил К., Златко, Янаки, Ант. М., Петър, Милош М., Ангел Г., Трендафил, Петран, Стоимен, Младен А., Янко Ат., Нико Д.“ на южната, която е доста повредена, се разчита: „..............Гиго К., Златан, Ангел, Станко, Гога, Йовко, Мара, Спас Д., Младен, Стойко, Йона, Петко, ................село Грочевци .............“, на поставената отново точно след 100 години в 2014 г. камбана се вижда написано: „НАПРАВЕНА С ПОМОЩТА НА НАСЕЛЕНИЕТО ЗА ХРАМ СВ. ПРОРОК ИЛИЯ С. ГОРОЧЕВЦИ 12 октомври 1904 г. леари братя Георги и Стоян Алексови с. Горно Броди Сереска околия Македония.“ Престолът в олтара е преизползван средновековен постамент с груб капител, на който на предната, задната и южната страна явно в края на 19 век са изчукани надписите: „АЛЕКСАНДР I КНЯЗ БЛГАРСКИ ВЛАДИКА КИРИЛ / 1884 / ХРАМЪ СВЕТИ ПРОРОК ИЛИА“ (правописът автентичен, Кирил тогава е софийски митрополит на Екзархията, силно патриотично настроен и добре приет от Стамболов), а на много по-късна приписка в богослужебната книга на храма се чете: .... с име дадено от Бога „Свети Илия“ в край прекрасен от майка България стотици години с тебе живее един добър, беден, християнски народ, ти Божия светиньо си била и са място за радости и скърби човешки. Тя сякаш обяснява факта на средновековния постамент със столетните храмови служби на това място. Църквата е разположена необичайно, не в центъра, а като манастирска – извън селото недалеч от входа му, на няколкостотин метра южно от пътя. Наблизо има параклис „Света Петка“ и аязмо – лечебен извор. Над двора ѝ са открити останки от стени от ломен камък на тракийско светилище на Бендида-Котито от VI – IV век пр.н.е.
Само на около 1,5 км на северозапад от последните къщи е най-високият връх на Еловишката планина – достъпния по немаркирана пътека връх Плоча (1330 м) . От селото се открояват, дори по-внушително, и двата други висока върха от хребета Куровица, образуващ билото на тази планина – Голема и Мала Куровица , в югоизточените склонове на които е то. Директно срещу селото на изток през долината на буйната пролетно време Явор река е връх Попова шапка (Големи връх 1481 m) от Любаш планина. На юг между планинските хребети речната долина се разтваря в прекрасна панорама, увенчана дълбоко в далечината със силуета на Конявската планина и нейния първенец връх Виден (1487 m).

## Редовни събития
Големият събор на село Горочевци се организира в първата събота на месец август. Наименуван е „Илинден“, както храмовия празник на църквата „Св. Илия“, около която се е чествал в миналото, така и в чест на Илинденско-Преображенското въстание, в което са участвали дюлгери от селото. В наши дни хората обикновено се събират на мегдана в центъра.
При параклиса св. Богородица, отстоящ на 7 км северно по междуградския път, всяка година има събор, обикновено той става на празника „Голяма Богородица“ 15 август.

## Култура, етнография
Още от Средновековието тук се практикуват различни занаяти. Освен тези за домашни нужди водещи са дюлгерството и дърводелството, грънчарството, подобно на прочутата Бусинска керамика, рударството – от планините са вадени малки количества желязо, олово, мед и дори сребро, а местните хора уверено свидетелстват, че в миналото тук се добивало немалко злато. Това сигурно е самата истина, защото до 1945 г. в района е добиван златен концентрат от чуждестрана компания, а златни жили там са открити и при геоложки проучвания през 1996 г.
До началото на ХХ век както другаде из Знеполе и Краище къщите се строяли на един етаж със „зевник“ (зимник). Единици били неизмазаните и неваросани отвън жилища, но двуетажни били само някои от богатските домове – а триетажни можело да се видят единствено в Трън. Това, че трънските майстори не изравняват, не терасират терена, на който строят, а обратно приспособяват къщата и я нагаждат към теренните дадености правело масовия тип къщи външно да изглеждат сякаш са легнали притиснати здраво към земята. Много къщи по дължина нямали разнообразие във фасадите, а главният елемент за екстериорно оформление бил чардакът. Но не всички къщи имат чардак. В приземните той често липсвал и затова те изглеждали по-бедни и неизразителни. Център на традиционната къща е помещението наричано „ижа" т.е. това с огнището. През ХХ в. започват да се строят предимно масивни къщи. Основен строителен материал е тухлата. Турските керемиди се заменят от марсилски. Увеличават се етажите, сервизните помещения навлизат в сградите. По-късно и към някои от старите жилища се построяват бани, макар че тоалетните остават в двора.
Старата мъжка носия спада към така наречената „белодрешковска носия“, защото горните дрехи се изработвали от бяла вълнена материя – бяло „бало“. Тези дрехи в Трънско се наричат „белетини“. Всъщност това са „дорамче“ и „бревенеци“. Дорамчето е дълго до коленете, без яка и копчета. Затова през кръста са завързани с връв или червен каиш в поранния период, а по-късно с колан от домашен вълнен плат, наричан „пояс“. Бревенеците – това са панталоните плътно закриващи кръста и краката. Долни гащи не са носили, а ризите са били от коноп или памук. На главите си мъжете носят черен калпак от агнешка кожа. Женската носия се отличавала със своята оригиналност и красота. Изисквала е много труд на момите. „Литакът“ (сукман) е сравнително къс, безръкавен. Названието си носи от съдържанието на тъканта – вълнена лита, т.е. тънка тъкан. В горната част е изрязан, за да се облича. Встрани от разреза е мястото за гръдите „пазука“. Пазуките и долната част на литака са украсени с гайтанена обтока, по-обилен или по-малък шар от металически фигурки и сърмени конци и ширити. Трънската женска носия няма престилка, литакът се препасва с дълъг и тесен колан, наречен „тканица“. Под литака има долна по-дълга риза с дантела. Това е кошуля от памук, нарича се „долняча“. Момите забраждат бели и другоцветни „кърпе“, а омъжените с черни кърпи. В делнични дни жените и мъжете обували „опънци“ (цървули) предимно от свинска кожа, а на празник „цревие“ – обувки. Всяко домакинство е отглеждало коноп, от който са произвеждали и черги, защото вълната не е покривала всички нужди от дрехи, ризи и черги. Конопените черги са назовавани „прътенячи“.

## Кухня
Традиционните ястия са характерните за района на Западна България естествено с някои местни черти. Популярна е местната „Клин чорба“, в която се вари праз лук в сока от киселото зеле, обикновено се слагат и малко картофи или ориз, подправя се с лют или благ червен пипер, черен пипер и с масло. Друго местно ястие е „Горочевската баница“. Тя се приготвя от кори, чието тесто е направено без яйца само с чисто брашно, сол и вода. Те се поливат обилно с разтопено масло. Корите се навиват като хармоника, а не в обичайния за град София вид /палачинка/, след което се навиват в тепсия, която се поставя в подница /направен от пръст съд, подобен на тава/ под връшник до огнището и се засипва с жарава и пепел. Консумира се с кисело мляко. „Зелник“ е друго традиционно тестено ястие за село Горочевци. След като се разточат корите за Горочевската баница, по познатата по-горе технология, тепсията се застила с една голяма кора, в средата ѝ се слага плънка от листата на лапад, цвекло, коприва, кисело мляко и брашно и се покрива с друга кора. След това останалите кори вече навити се редят около плънката до запълване на тепсията. Пече се в подница под връшник. В района от древни времана е разпространено пчеларството и медът е продукт добре познат в местната кухня. Естествено тук се вари и силна ракия, обикновено от джанки и други плодове, влючително горски, това ѝ придава неповторим аромат.